# アキラ100%
アキラ100%（アキラひゃくパーセント、本名及び俳優としての芸名：大橋 彰〈おおはし あきら〉、1974年〈昭和49年〉8月15日 - ）は、ソニー・ミュージックアーティスツ（SMA NEET Project）に所属する日本のお笑いタレント（ピン芸人）、俳優。R-1ぐらんぷり2017王者。埼玉県秩父市出身。既婚。1児の父。

## 来歴
秩父市立花の木小学校、秩父市立秩父第二中学校、埼玉県立熊谷西高等学校、駿河台大学法学部卒業。中学の社会科と高校の公民の教員免許を持っている。
小・中学時代は学級委員や生徒会長を務めるなど、本人曰く真面目な生徒だった。高校時代は演劇部、大学時代も小劇団で役者活動をしていた。チャップリンとコメディーが好きで、元々俳優志望だった。
大学卒業後は芸能事務所に就職し、20代の頃は椎名桔平の付き人兼運転手を務めていた。しかし当時は何をやっても失敗ばかりの自分に嫌気が差し、置き手紙を残し逃亡する形で事務所から姿を消した。以来、椎名とは20年以上会っていなかった。これを2017年6月25日放送『行列のできる法律相談所』（日本テレビ系）に出演時「本当に謝りたい」と話しており、椎名から番組を通してアキラ宛てに「20年よくがんばったね。本当におめでとう」と夢が叶ったことを祝福する内容の手紙が送られた。
2005年1月、大学時代の同級生だった新田裕樹とコンビ「タンバリン」を結成し、ボケを担当する。タンバリン時代の芸名は大橋 央旺（おおはし あきら）。2010年12月末に解散後、ピン芸人「アキラ100%」として活動。現在の芸名を考案したのは同じ事務所の先輩である渡辺隆（錦鯉）。アキラがピンとしての新しい芸名を思い付けなかった当時、電車でたまたま一緒になった渡辺に「ユースケ・サンタマリアさんのように、本名に何か1語が付いて1つになった名前がいい」と相談したところ、「アキラ100%というのはどうだ」と提案されその後1週間ほど色々考え続けたが、この候補を聞いた時の衝撃は超えられなかったため改めて渡辺の承諾を得て、現在の芸名へと正式に決めた。
一方で、ヴィジュアル系ユニット・Daccoにダンサー「アキラ氏」としても参加。
2015年7月23日放送『櫻井有吉アブナイ夜会』（TBSテレビ）で、片岡愛之助が一番会いたい芸人として紹介された。以来愛之助とは親交があり、私設後援会の食事会に招待されたこともあった。
2015年、約7年交際していた同じ年齢の看護師の女性と結婚。妻は日本で10人しかいないと言われる小児臓器移植コーディネーター。
2016年のR-1ぐらんぷりにノーシードで1回戦から出場、準決勝まで進出。R-1での準決勝進出はこれが自身初となった。
2017年2月28日のR-1ぐらんぷりで初の決勝進出。Cブロックを勝ち抜き最終決戦まで進出、14票を獲得し優勝を成し遂げた（最年長優勝）。決勝直後の1日だけで、2016年の1年間にやった仕事と同数ほどのオファーが来た。当時はスポーツクラブでのインストラクターのアルバイトをしながら兼業として活動を続けていたため、R-1決勝の前日もバイトに出ていた。芸人としての仕事が増え多忙となったため、バイトは退職した旨を同年5月に明らかにした。
2018年1月1日付で秩父市観光大使に就任。同日現在、秩父市観光大使には藤原竜也、冠二郎、桜井賢（THE ALFEE）、林家たい平、クララ・ボダンが任命されている。
2019年10月3日、第1子となる女児が誕生。
2020年1月11日放送開始の『トップナイフ-天才脳外科医の条件-』（日本テレビ）にて、地上波ドラマに初めてレギュラー出演。かつて自分が付き人として付いていた椎名とドラマでの初共演を果たす。
2021年4月10日、情報バラエティ番組『あっぱれ!KANAGAWA大行進』（テレビ神奈川）の新MCに就任。

## 人物
彰という名前は、実母が中尾彬のファンだったため名付けられた。

### 趣味・特技
スノーボード、テニス、将棋、写真撮影。

### 交友関係
落語家の林家たい平とは同郷。本名が同じく「あきら」で出身小学校・中学校も同じと共通点が多いため『笑点』にてネタにされるなど、弟分のように可愛がられている。

## 芸風・評価
主にコントで、代表作は全裸に股間をお盆で隠しただけの姿で刑事に扮する「丸腰刑事（まるごしでか）」。お盆の裏には旭日章（警察の紋章）がある。お盆を左右交互に押さえたり持ち替えたり裏返したり（技名は「アラウンドザ・ワールド」）、素早くしゃがんだり横歩きしたりなど動きを入れながら演じている。海外でも丸腰刑事のネタを披露し、爆笑を掻っ攫ったという。
他にも丸腰刑事と同じく全裸の姿で演じる「絶対見せないdeSHOW」のネタもあり、2017年のR-1ぐらんぷりでは決勝までこのネタを演じた。元々裸芸はタンバリン時代には既にやっており、これをピンネタにアレンジしたもの。始めたきっかけは2015年の『山-1グランプリ（日本テレビ『ダウンタウンのガキの使いやあらへんで!!』の企画）』で、宴会芸を見せるオーディションだった。その時は何も思いつかず、悩み抜いた末に披露したのが丸腰刑事のネタだった。お盆は100円ショップのザ・ダイソーで調達した15枚を使い回していた（製造中止になったため買い足せないとのこと）。その後、自身がゲスト出演した関西テレビの番組『マルコポロリ!』（2017年5月21日放送分）において、番組側が関西中に残っていた同タイプのお盆18枚を買い足した。「絶対見せないdeSHOW」では、金色の大きな蝶ネクタイを着用している。丸腰刑事の時は通常つけないが、たまに金の蝶ネクタイをしたまま丸腰刑事のネタを披露することもある。芸が成功したときに流すBGMは「ヒゲのテーマ」のイントロ部分である。
ネタを演じる前には「肉体を美しく見せるのも芸の内」として必ず腕立て伏せといったパンプアップを施し、清潔感を重視するためムダ毛の処理は欠かさない。岡村隆史（ナインティナイン）には「お尻がきれい」と言われたこともあった。
他の裸芸人が大抵パンツを穿いているのに対してアキラは文字通り全裸のため、芸に失敗して局部を露出し修正されるケースがある。また、楽屋でもお盆で股間を隠し続ける必要があるという。裸芸を始めたばかりの頃は、お盆を取り落として露出することも珍しくなかった。2018年1月1日放送『第51回爆笑ヒットパレード2018』（フジテレビ系）でも生放送中、芸に失敗してほんの一瞬ではあるが股間を露出してしまった。週刊新潮によると生放送で局部を露出した場合公然わいせつ罪に問われてしまう可能性があるため、生放送では必ず前貼りで隠しておりフジテレビの広報部も「生放送にあたっては入念なリハーサルを行い、局部が露出しないよう工夫をしている。今回の放送では局部の露出は一切されていない」とコメントしている。
ネタをテレビで放送する際、カメラのフレーム数は1秒に30コマで撮影しているため局部がお盆のブレで隠されているだけであり、実際は少なからず見えている（TBSテレビ『水曜日のダウンタウン』の2017年11月8日放送分でハイスピードカメラを使いながら撮影した際は、完全に局部が見えてしまっていた）。
裸芸を始める以前は服を着ながらネタを行なっており、2015年の『R-1ぐらんぷり』でも服を着用した状態でネタを演じた。なお、テレビに出演する際は「絶対見せないdeSHOW」の蝶ネクタイはそのままに服を着て出演することも多い。

### 評価
アキラと同じく裸芸のとにかく明るい安村とは、2015年5月9日放送『オサレもんプレミア』（フジテレビ系）にて共演時に安村は「これはもう戦争ですね」、一方のアキラは安村の決め台詞をひねって「安心してください。穿いてません」と返すなど意識しあう様子を見せた。同じ事務所の先輩であるハリウッドザコシショウにもしばしば賛同を受けるなど、裸芸人内でも注目が高い。『エンタの神様』出演時は、安村や他の裸芸人（小島よしおなど）と共同でお盆芸を披露している。
ただし、前述のように露出の危険がありMCからは「出たら抗議の電話が鳴り止まない（今田耕司）」などのコメントを残している。2017年4月から5月の2か月連続で放送倫理・番組向上機構公式サイトの「視聴者からの意見」欄には、「青少年や子供の教育に悪影響を与える」「公然わいせつだ」などと苦情が寄せられる事態にまで発展したが、これに松本人志（ダウンタウン）は「絶対に見せないから、ある意味一番倫理観があるんじゃないですか。一番子供にもいい影響がありますよ」とネタに理解を示し、バカリズムも「（この芸は）見えそうで見えないから面白い。（苦情を）言うなら見えてからにして欲しかったです」と擁護するコメントをしている。三浦瑠麗もアキラのネタについて「番組側が面白いというならやればいいし、やめたいと判断するならやめればいいじゃないですか。クレーマーの意見なんか気にせず聞かなくていいですよ」と述べている。
一方で、落語家の桂歌丸は「言っちゃ失礼ですけど、裸にお盆で何が芸か。私は違うと思うな」とこの芸に否定的なコメントをした。直後に『ダウンタウンDX』（2017年7月13日）にてアキラが出演した際に「（歌丸が）怒っているか気になる」と発言したところ、その場に居合わせた山田隆夫が「（歌丸は）『あんなのは芸じゃありません!』と激怒し、（親しい林家たい平ら）他の笑点メンバーも『そうですねー』と言っていた」と証言した。その後山田自身の見解として「若い人に人気だから、僕はいいんじゃないかなって思ったけど」とフォローを入れたものの、アキラもショックを隠せていない様子だった。尤も歌丸自身は週刊ポスト2017年7月7日号のインタビューで「度胸は認めますよ。よくあんなことやったなと（笑い）。でも、私は認めるわけにはいかない。私は『裸になれ』と言われても絶対無理だもん。私が裸になったら、学校の理科室みたいになっちゃうよ、ウェッヘッヘ!」と自虐ネタを交えて笑いに変えるコメントをし、アキラに対してのフォローもしている。また、桂文枝は2017年R-1ぐらんぷり決勝戦の審査員席でアキラがネタ披露の最中は渋い表情を露わにしており、後に「噺家として、日常性や普遍性などを大事にして来て、喋りで笑いをとってきたから、ああいうネタをやられると、やっぱり難しい。テレビが裸っていうものを良しとしたのなら、落語はそれに対してどうすれば勝てるかということについて、明確な答えを持ってないのを感じる」といったことを話している。
『日経エンタテインメント!』2018年7月号掲載のアンケート「嫌いな芸人ランキング」では、20位圏内初登場にして1位にランクインされている(石橋貴明（とんねるず）と同率1位)。中でもアキラと同世代の35歳から44歳の男性と、25歳から34歳の女性の拒否反応が顕著だった。世代問わず代表的な意見は「公共の電波で流していい芸じゃない」というものであった。
尤もアキラ本人もこのネタの危険性は認識しており、2017年12月22日放送『ビビット』にて、一般人に対しては以下の通り絶対に真似をしないようにと警告を発している。
2019年以降は、俳優業やロケ番組である『あっぱれ!KANAGAWA大行進』の司会がメインとなったことから、丸腰刑事など裸芸の披露はやや減少している。

## 出演
タンバリン時代の出演については、タンバリン (お笑いコンビ)#主な出演番組の節を参照。

### テレビ
- R-1ぐらんぷり（関西テレビ・フジテレビ系）
  - R-1ぐらんぷり2016 決勝戦（2016年3月6日） - 復活ステージ出場者として出演。
  - R-1ぐらんぷり2017 決勝戦（2017年2月28日） - Cブロック出場者として出演、優勝を果たす。
- アキラ100% 裸一貫!ニューヨークに行って参りました!（2017年5月29日、関西テレビ・フジテレビ系） - R-1ぐらんぷり2017優勝賞品として放送された冠番組[49]。
- それって!?実際どうなの課 （2019年9月4日 - 2024年1月17日、中京テレビ・日本テレビ系） - 「高額な仕事って実際どうなのか？シリーズ」コーナーレギュラー
- あっぱれ!KANAGAWA大行進（2021年4月 - 2025年3月29日、テレビ神奈川） - 司会
- 声技の英雄 Season1（2021年10月5日 - 2022年3月29日、TOKYO MX） - レギュラーパネラー。ソニー・ミュージックアーティスツ声優部門の宣伝番組。全26回。

### ラジオ
- 「たとえ火の中、水の中!」（2012年5月29日 - 、浦安ネットラジオちょあへよ.com）
- MUSIClock with THE FIRST TIMES（2022年4月11日 - 2024年9月30日、interfm）

### テレビドラマ
- 新春ドラマスペシャル 娘の結婚（2018年1月8日、テレビ東京） - スーパー店員 役[50]
- 99.9-刑事専門弁護士- SEASON II 第5話（2018年2月11日、TBS） - 焼肉屋店員 役
- スキャンダル専門弁護士 QUEEN 第4話（2019年1月31日、フジテレビ） - 柿崎英孝 役
- 孤独のグルメ Season8 第5話（2019年11月2日、テレビ東京） - 清水 役
- G線上のあなたと私 第8話（2019年12月3日、TBS） - 亮介（晴香の夫） 役
- トップナイフ-天才脳外科医の条件-（2020年1月11日 - 3月14日、日本テレビ） - 織田直人 役[26]
- スポットライト 第7話（2020年8月18日、TOKYO MX1）
- バベル九朔 （2020年10月20日 - 12月22日、日本テレビ） - 市川さん 役
- 神様のカルテ（2021年2月15日 - 3月8日、テレビ東京） - 会田彦一 役
- 劇的に沈黙（2021年7月6日 - 9月28日、TOKYO MX1） - ひろし先輩 役[51]
- 密告はうたう 警視庁監察ファイル（2021年8月 - 9月 、WOWOWプライム） - 裏の情報屋 佐々木茂 役
- おじさんが私の恋を応援しています（脳内）（2022年2月14日 - 、TOKYO MX） - 誠一郎 役[52]
- ファイトソング 第8話（2022年3月1日、TBS） - ファミレス店員 役
- 恋なんて、本気でやってどうするの?（2022年4月18日 - 6月20日、関西テレビ・フジテレビ系） - 田辺良和 役[53]
- 純愛ディソナンス 第1話（2022年7月14日、フジテレビ） - 「鈴村ピアノ教室」経営者 役
- 消しゴムをくれた女子を好きになった。 第3話（2022年8月9日、日本テレビ） - 海野太郎 役
- Sister（2022年10月20日 - 12月22日、読売テレビ・日本テレビ系） - 丸山保 役[54][55]
- 日本統一 関東編（2023年4月14日 - 6月16日、日本テレビ） - 萩原・兄 役[56]
- ラストマン-全盲の捜査官- 第2話（2023年4月30日、TBS） - 新城司 役[57]
- テイオーの長い休日（2023年6月3日 - 7月29日、東海テレビ） - 吉田康介 役[58]
- 連続テレビ小説 らんまん 第103話 - 第110話（2023年8月23日 - 9月1日、NHK） - 料亭「巳佐登」料理人・圭造 役 ※大橋彰名義[59]
- 世にも奇妙な物語'23秋の特別編 「地獄で冤罪」（2023年11月11日・フジテレビ） - 田島勲 役
- おじさんだけど、キレイになってもいいですか?（2024年1月28日、中京テレビ） - 主演・臼井忠司 役[60]
- アイメイド・マーメイド（2024年8月4日 - 9月1日、テレビ神奈川） - 布良 役[61]
- ウルトラマンアーク 第6話（2024年8月10日、テレビ東京） - ヌマタ 役[62][63]
- 霧尾ファンクラブ（2025年4月3日 - 6月5日、中京テレビ・日本テレビ） - 森野寛太 役[64]
- 晩酌の流儀4 〜夏編〜 第3話 -（2025年7月12日 - 、テレビ東京） - アキラ 役[65]

### 配信ドラマ
- ボーダレス（2021年3月7日 - 5月9日、ひかりTV） - 森俊徳 役
- 社畜OLちえ丸（2023年2月10日 - 、Hulu） - 不思議なおじさん 役[66]
- MALICE（2023年9月14日 - 、U-NEXT） - 藤木卓雄 役[67]
- うちの弁護士は手がかかる #0（2023年10月13日〈予定〉 - 、FOD） - 岸和田誠 役[68]

### オーディオドラマ
- 夢見るこまち（2023年4月、NUMA） - 井上康夫[69][70]
- FMシアター　この町に生きる（2023年8月5日、NHK-FM）[71]

### 映画
- ゆらり（横尾初喜監督、2017年11月4日公開） - 長谷川 役[3]　※本名の大橋彰で出演。
- こはく（横尾初喜監督、2019年7月6日公開） - 広永章一 役（準主役）[4][72]　※本名の大橋彰で出演。
- スマホを落としただけなのに 囚われの殺人鬼（中田秀夫監督、2020年2月21日公開） - 西 役
- 劇場版 仮面ライダーゼロワン REAL×TIME（杉原輝昭監督、2020年12月18日公開） - 野立万亀男 役[73]
- 達人 THE MASTER（横尾初喜監督、2021年9月10日公開） - 主演・達人 役[74]
- 味噌カレー牛乳ラーメンってめぇ〜の?（片山拓監督、2022年4月15日公開） - 小林 役[75]
- アキラとあきら（2022年8月26日公開）[76]
- 大事なことほど小声でささやく（横尾初喜監督、2022年10月21日公開） - ケラ（本田宗一） 役
- 近江商人、走る!（三野龍一監督、2022年12月30日公開） - 銀一 役[77]
- こん、こん。（横尾初喜監督、2023年9月29日公開） - マキノ 役[78]
- おまえの罪を自白しろ（水田伸生監督、2023年10月20日公開）[79]
- 翔んで埼玉 〜琵琶湖より愛をこめて〜（武内英樹監督、2023年11月23日公開） - 内田智治 役[80]
- THIS MAN（天野友二朗監督、2024年6月7日公開） - 植松 役[81][82]
- この動画は再生できません THE MOVIE（谷口恒平監督、2024年9月13日公開） - アキラ100%（本人） 役[83][84]
- Good Dreams（井上竜太監督、2024年10月18日公開）[85]
- 僕のなかのブラウニー（相馬雄太監督、2025年1月3日公開） - 森本葉介 役[86]

### CM
- タカラトミー デュエル・マスターズCM 「緊急制作!? アキラ100%×デュエル・マスターズ 服着用編」  「テレビで放送NG!? アキラ100%×デュエル・マスターズ 丸腰刑事編」[87]

### 舞台
- 島へおいでよ（2013年5月9日 - 19日、東京・学芸大学 千本桜ホール）
- スクエアなヒトビト（2013年7月3日 - 7日、東京・学芸大学 千本桜ホール）
- TAIYO MAGIC FILM 第6回公演『センチュリープラント。』（2015年5月21日 - 25日、ウッディシアター中目黒）
- TAIYO MAGIC FILM 第7回公演『ウェデイングドレス2015』（2015年3月5日 - 15日、ウッディシアター中目黒）
- TAIYO MAGIC FILM 第8回公演『ゆらり2015』（2015年6月12日 - 21日、中目黒キンケロシアター）
- マーダーミステリーシアター『殺意の代償』（2025年3月12日、品川プリンスホテル クラブeX）[88]
他

### Webテレビ
- 今夜、釈明しますm(_ _)m #2（2017年5月27日、AbemaSPECIAL2チャンネル）[89][90]

### MV
- UNICORN「スペースカーボーイズ」（2021年）[91]

## 掲載
- 『週刊プレイボーイ』（2015年7月27日号、集英社）「今こそ裸芸を見直そう - 「アキラ100%」に学ぶ“お盆芸”の極意」（p.67）